# Monumento Cristo Rey
Monumento Cristo Rey de Capacho es una estructura edificada en el Cerro El Cristo en la Población de Capacho Viejo, Municipio Libertad (Táchira, Venezuela), donde se puede observar un Cristo de 25 Metros de altura con los brazos extendidos, dando protección divina a los Municipios de Libertad e Independencia.

## Historia
El Monumento a Cristo Rey de Capacho que se levanta en la colina que lleva su nombre, fue construido entre los años 1958 y 1959, en tanto que el parque que lo rodea, fue construido entre 1965 y 1967. Esta obra fue idea del entonces padre Ángel Ramón Parada Herrera, Párroco del Municipio Independencia (Táchira, Venezuela), como manera de unir a los dos pueblos que siempre dao o rabo en estado belicoso uno con el otro.
Madurada la idea, el padre Parada aboca a llevarla a la práctica y encarga al Prof. Valentín Hernández Useche, capachero de Libertad, que bosquejase lo que sería el Cristo en actitud de bendición. Así lo hizo el Prof. Hernández y, conseguidos los recursos por el entonces Ministerio de Obras Públicas, se iniciaron los trabajos bajo la dirección de los Maestros de obra Filemón Maldonado y Consolación Garabito, ambos al servicio del M. O. P. y Abel Nieto Pernía, maestro de obra por la parroquia de San Pedro. Como albañiles actuaron varios hombres, además de los mencionados y Antonio Pimiento, así como Cecilio Nieto, Miguel Parada y Ángel Bonilla, como obreros. Cabe mencionar como anécdotas que los albañiles devengaban un salario de Bs. 14,00 (1,75$) al día, mientras que cada obrero ganaba Bs. 6,00 (0,75$) al día. Merece citarse, de igual manera, que Miguel Parada, salvó la vida al maestro Abel Nieto Pernía, el cual caía desde lo alto por la furia del viento, y sus manos pudieron atraparlo al voleo. Trabajaron, como obreros en la obra, gente de ambos Capachos, Palo Gordo y de Zorca, para levantar la edificación física y armar el Cristo que llegó por partes.
Hoy, este Cristo bendice a los dos pueblos y los cobija en actitud protectora. Esta edificación también es lugar de llegada de una de las carreras ciclísticas más importante de Venezuela, la Vuelta al Táchira